# Arachosia freiburgensis
Arachosia freiburgensis är en spindelart som beskrevs av Eugen von Keyserling 1891. Arachosia freiburgensis ingår i släktet Arachosia och familjen spökspindlar. Inga underarter finns listade i Catalogue of Life.